# Messerschmitt Me Libelle
De Messerschmitt Libelle is een project voor een jachtvliegtuig ontwikkeld door de Duitse vliegtuigontwerper Messerschmitt.

## Ontwikkeling
Het "Libelle" project was voor een zogenaamde "Miniaturjäger". Dit waren ontwerpen voor jachtvliegtuigen die zo klein en eenvoudig mogelijk moesten worden ontwikkeld en gebouwd. Het ontwerp was voorzien van een korte, eivormige romp. Hierin was de Heinkel-Hirth He S 011 straalmotor geplaatst. Er was een lange staartboom aangebracht met een V-vormige staartsectie. Er was een neuswiel landingsgestel aangebracht. Er zijn geen gegevens over de bewapening bekend.
Vooroorlogse ontwerpen:
S 7 ·
S 8 ·
S 9 ·
S 10 ·
S 13 ·
S 14 ·
S 15 ·
S 16 ·
M 17 ·
M 18 ·
M 19 ·
M 20 ·
M 21 ·
M 22 ·
M 23 ·
M 24 ·
M 25 ·
M 26 ·
M 27 ·
M 28 ·
M 29 ·
M 30 ·
M 31 ·
M 33 ·
M 35 ·
M 36 · 
M 37
Ontwerpen 1933-1945:
Bf 108 · 
Bf 109 ·
Bf 109TL ·
Bf 109Z ·
Bf 110 ·
Bf 161 ·
Bf 162 ·
Me 163 · 
Me 209 ·
Me 210 ·
Me 261 ·
Me 262 · 
Me 263 ·
Me 264 · 
Me 265 · 
Me 290 · 
Me 309 ·
Me 309Z ·
Me 321 · 
Me 323 · 
Me 328 · 
Me 334 ·
Me 410 · 
Me 509 · 
Projecten tot 1945:
P.1051 ·
P.1062 ·
P.1065 ·
P.1070 ·
P.1073 ·
P.1092 ·
P.1095 ·
P.1099 ·
P.1100 ·
P.1101 ·
P.1102 ·
P.1103 ·
P.1104 ·
P.1106 ·
P.1107 ·
P.1108 ·
P.1109 ·
P.1110 ·
P.1111 ·
P.1112
Libelle ·
Schwalbe ·
Wespe ·
P.08.01 ·
Zerstörer Project II
Overig:
C-44